# Alien: Isolation
Alien: Isolation je survival horor z roku 2014, který vyvinula společnost Creative Assembly a vydala Sega pro PlayStation 3, PlayStation 4, Windows, Xbox 360 a Xbox One. Vychází z filmové série Vetřelec, odehrává se 15 let po původním filmu z roku 1979.

## Hratelnost
Hra klade důraz na stealth a survival hororovou hratelnost. Vyžaduje, aby se hráč vyhýbal různým nepřátelům, přelstil je a bojoval s nimi pomocí vybavení, jako jsou střelné zbraně, sledovač pohybu, omračující obušek a plamenomet.

## Synopse
Příběh sleduje inženýrku Amandu Ripleyovou (Andrea Deck), jak vyšetřuje zmizení své matky Ellen Ripleyové na palubě vesmírné stanice Sevastopol, která je v rozvratu kvůli dlouholeté nedbalosti společnosti a hrozbě řádění mimozemského tvora.

## Vývoj
Videohra byla navržena tak, aby se podobala původnímu filmu Vetřelec, nikoli jeho akčnějšímu pokračování Vetřelci z roku 1986. Zobrazuje podobnou vizi budoucnosti ze 70. let 20. století. Běží na enginu postaveném tak, aby vyhovoval chování Vetřelce a technickým aspektům, jako jsou atmosférické a světelné efekty.
Studio Creative Assembly zamýšlelo udělat z Alien: Isolation hru z pohledu třetí osoby, ale pro vytvoření intenzivnějšího zážitku použilo pohled první osoby. Bylo vydáno několik stahovatelných obsahových balíčků, z nichž některé oživují scény z původního filmu.

## Vydání a ohlasy

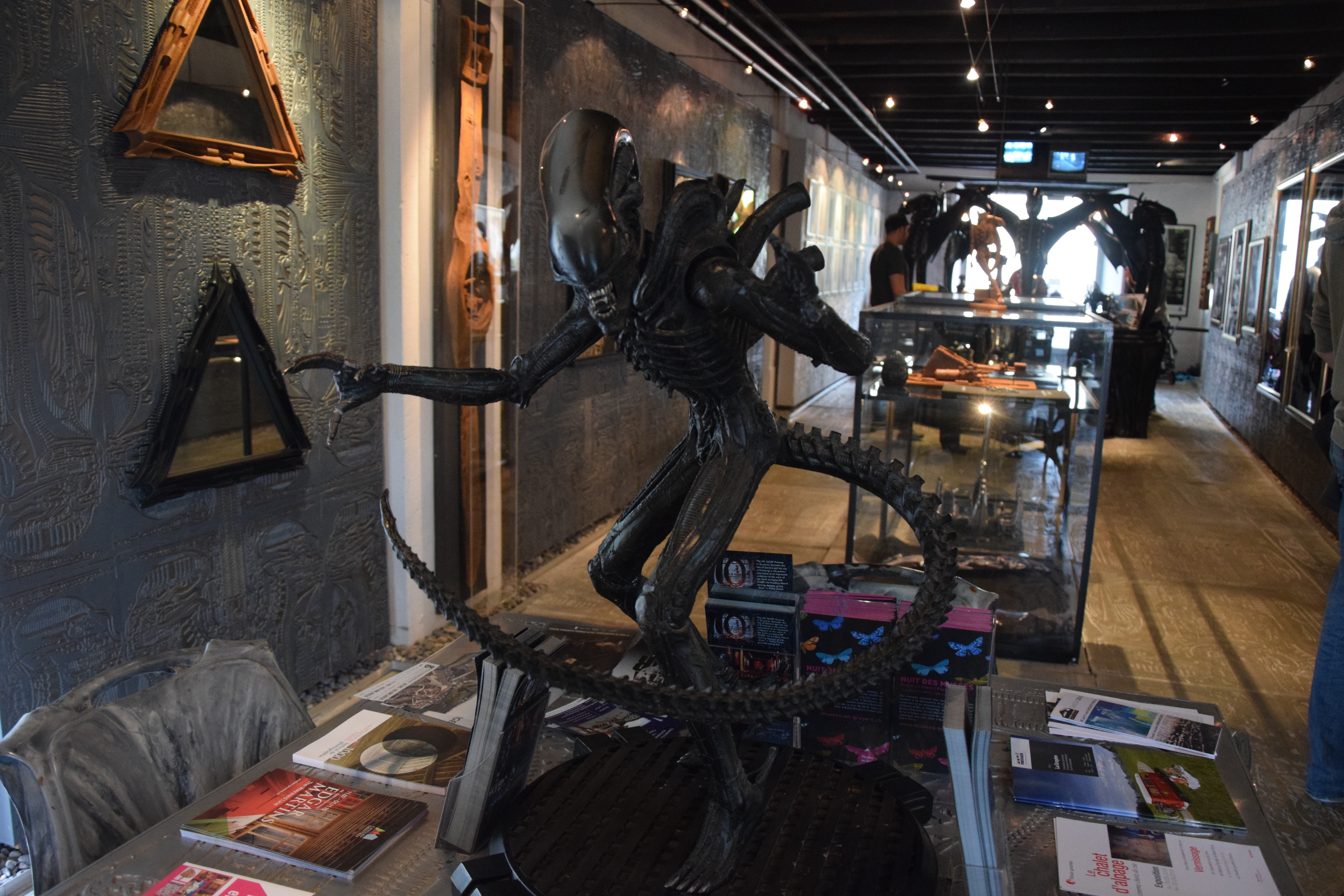
záběr na Vetřelce

Videohra vyšla pro PlayStation 3, PlayStation 4, Windows, Xbox 360 a Xbox One. Získala pozitivní recenze a v květnu 2015 se jí prodalo přes dva miliony kopií. Retro-futuristické výtvarné řešení, zvukový design a umělá inteligence byly chváleny, zatímco jeho příběh a délka se setkaly s kritikou.
Rovněž na konci roku získala několik ocenění, včetně ocenění za nejlepší zvuk na Game Developers Choice Awards 2015 a za zvukový počin na 11. ročníku British Academy Games Awards. V roce 2015 se dočkala portů na Linux a OS X, v roce 2019 na Nintendo Switch a v roce 2021 na mobilní zařízení se systémy Android a iOS. Ve stejném roce byla také přidána do služby Amazon Luna.
V roce 2019 byla vydána televizní adaptace. V roce 2024 společnost Creative Assembly oznámila, že se připravuje pokračování.